# .gy
.gy este un domeniu de internet de nivel superior, pentru Guiana (ccTLD).